# Governo Fillon III
Il Governo Fillon III è stato il trentaquattresimo governo francese, costituito il 14 novembre 2010 dal Presidente della repubblica Nicolas Sarkozy, in rimpiazzamento del governo Fillon II, che ha nominato François Fillon Primo Ministro e gli ha conferito il mandato di comporre la compagine dei ministri e l'incarico di guidare il nuovo esecutivo. È durato fino al 15 maggio 2012, data della nomina del governo Ayrault I.

## Composizione
Nella sua composizione iniziale il III Governo Fillon era formato dal primo ministro, da due ministri di Stato (Difesa, Alain Juppé; Esteri, Michèle Alliot-Marie), 13 ministri di pieno esercizio, 7 viceministri (o ministri incaricati, delegati ad un preciso incarico) e 8 segretari di stato.
Dopo una serie di rimpasti (l'ultimo dei quali è avvenuto il 29 giugno 2011), il governo si componeva di 34 funzionari: il primo ministro, un ministro di stato (Esteri, Alain Juppé), 15 ministri di pieno esercizio, 8 viceministri (o ministri incaricati, delegati ad un preciso incarico) e 9 segretari di stato.

### Primo ministro
| Immagine | Nome            | Funzioni       | Partito |
| -------- | --------------- | -------------- | ------- |
|          | François Fillon | Primo ministro | UMP     |

### Ministro di Stato
| Immagine | Nome        | Funzioni                                   | Partito |
| -------- | ----------- | ------------------------------------------ | ------- |
|          | Alain Juppé | Ministro dell'Europa e degli affari esteri | UMP     |

### Ministri (di pieno esercizio)
| Immagine | Nome                       | Funzioni | Partito  |
| -------- | -------------------------- | --- | -------- |
|          | Gérard Longuet             | Ministro della difesa Ministro degli ex-Combattenti                                                                       | UMP      |
|          | Nathalie Kosciusko-Morizet | Ministro dell'ecologia e dello sviluppo sostenibile Ministro dei trasporti e dell'edilizia                                | UMP      |
|          | Michel Mercier             | Ministro Guardasigilli Ministro della giustizia e delle libertà                                                           | ex-MoDem |
|          | Claude Guéant              | Ministro dell'interno Ministro dell'oltremare Ministro delle collettività territoriali                                    | UMP      |
|          | François Baroin            | Ministro dell'economia e delle finanze Ministro dell'industria e dell'energia                                             | UMP      |
|          | Xavier Bertrand            | Ministro del lavoro e dell'impiego Ministro della sanità                                                                  | UMP      |
|          | Luc Chatel                 | Ministro dell'educazione nazionale Ministro della gioventù e dell'associazionismo                                         | UMP      |
|          | Valérie Pécresse           | Ministro del bilancio e dei conti pubblici Ministro della riforma dello Stato Ministro Portavoce del Governo              | UMP      |
|          | Bruno Le Maire             | Ministro dell'agricoltura, dell'alimentazione e della pesca Ministro della ruralità e della pianificazione del territorio | UMP      |
|          | Frédéric Mitterrand        | Ministro della cultura e delle comunicazioni                                                                              | Ind.     |
|          | Roselyne Bachelot-Narquin  | Ministro della solidarietà e della coesione sociale                                                                       | UMP      |
|          | François Sauvadet          | Ministro della funzione pubblica                                                                                          | NC       |
|          | Laurent Wauquiez           | Ministro dell'università e della ricerca                                                                                  | UMP      |
|          | Maurice Leroy              | Ministro delle aree urbane                                                                                                | NC       |
|          | David Douillet             | Ministro degli sport | UMP      |

### Viceministri (Ministri incaricati)
| Immagine | Nome                | Funzioni                                                                | Partito |
| -------- | ------------------- | ----------------------------------------------------------------------- | ------- |
|          | Patrick Ollier      | Ministro incaricato dei rapporti col Parlamento                         | UMP     |
|          | Éric Besson         | Ministro incaricato dell'industria e dell'energia                       | UMP-IP  |
|          | Henri de Raincourt  | Ministro incaricato della cooperazione                                  | UMP     |
|          | Philippe Richert    | Ministro incaricato delle collettività territoriali                     | UMP     |
|          | Nadine Morano       | Ministro incaricato dell'apprendistato e della formazione professionale | UMP     |
|          | Jean Leonetti       | Ministro incaricato degli affari europei                                | UMP     |
|          | Marie-Luce Penchard | Ministro incaricato dell'oltremare                                      | UMP     |
|          | Thierry Mariani     | Ministro incaricato dei trasporti                                       | UMP     |

### Segretari di Stato
| Immagine | Nome                 | Funzioni                                                | Partito |
| -------- | -------------------- | ------------------------------------------------------- | ------- |
|          | Pierre Lellouche     | Segretario di Stato al commercio estero                 | UMP     |
|          | Nora Berra           | Segretario di Stato alla sanità                         | UMP     |
|          | Benoist Apparu       | Segretario di Stato all'edilizia                        | UMP     |
|          | Marie-Anne Montchamp | Segretario di Stato alla solidarietà sociale            | UMP-RS  |
|          | Frédéric Lefebvre    | Segretario di Stato all'economia e finanze              | UMP     |
|          | Marc Laffineur       | Segretario di Stato alla sifesa                         | UMP     |
|          | Claude Greff         | Segretario di Stato alle questioni familiari            | UMP     |
|          | Jeannette Bougrab    | Segretario di Stato alla gioventù e all'associazionismo | UMP     |
|          | Edouard Courtial     | Segretario di Stato per i francesi all'estero           | UMP     |